# Homalota wickhami
Homalota wickhami är en skalbaggsart som beskrevs av Thomas Casey 1911. Homalota wickhami ingår i släktet Homalota och familjen kortvingar. Inga underarter finns listade i Catalogue of Life.